# Jules Flandrin
Jules Flandrin (Corenc, 9 luglio 1871 – Corenc, 25 marzo 1947) è stato un pittore francese.

## Vita e opere
Jules Flandrin è stato allievo di Gustave Moreau e Pierre Puvis de Chavannes. Contribuirono al suo successo i paesaggi con figure umane di gusto prevalentemente classico e raffiguranti paesaggi francesi, italiane e greche.
Nelle sue opere Flandrin ricerca la purezza delle linee e l'equilibrio della composizioni.
Gli fu commissionata la decorazione della chiesa di Corenc

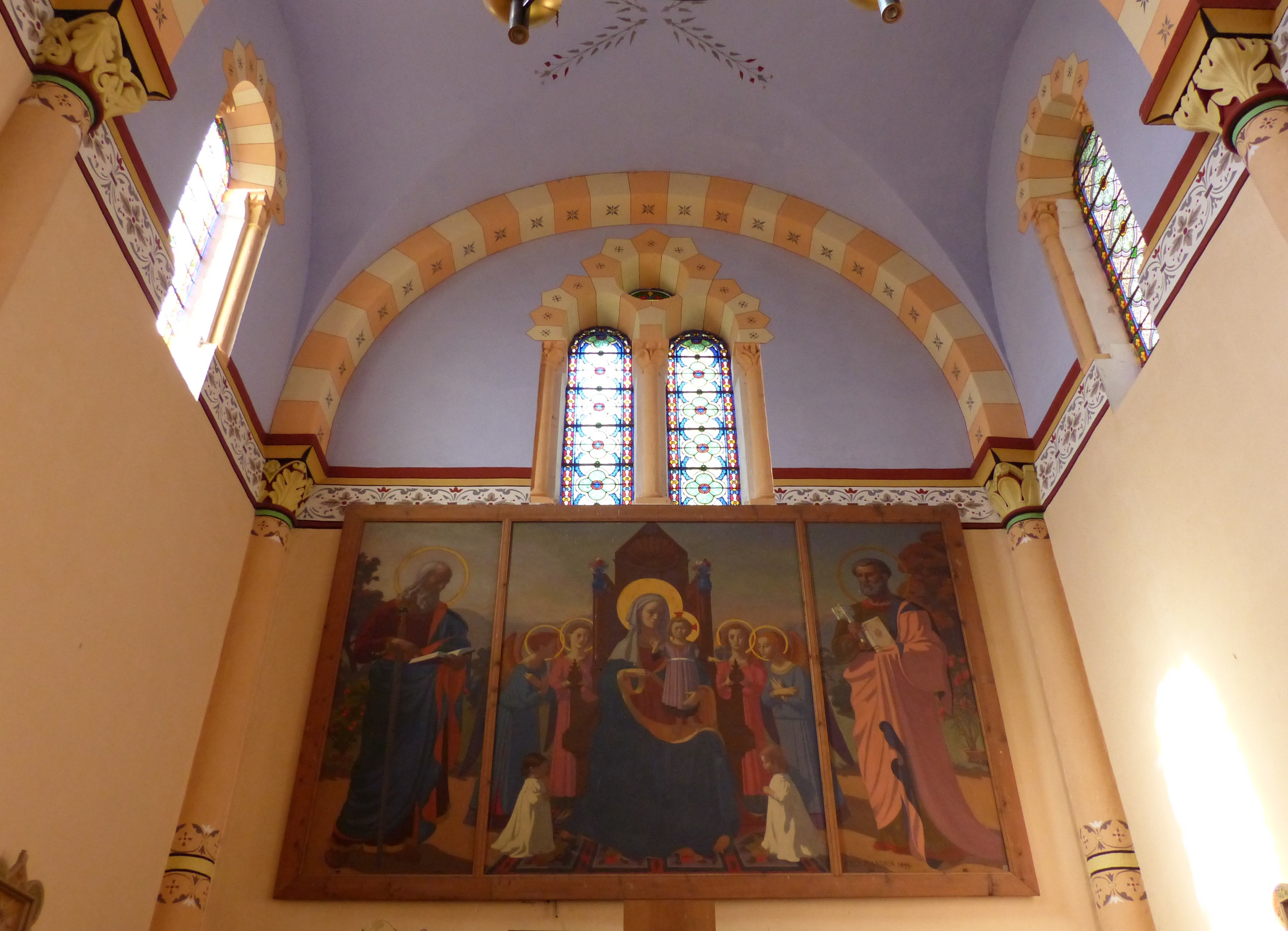
Chiesa di Corenc, Interni

Nel 1912 è stato insignito della Legion d'onore 
Le sue opere sono presenti nel Museo di Grenoble e in numerosi altri musei francesi e a Tokyo, New York e Lussemburgo.
Nel 2008 un'esposizione è stata organizzata al Musée de l'Ancien Évêché di Grenoble intitolata Jules Flandrin. Examen sensible. Œuvres de 1889 à 1914.
Jules Flandrin si è sposato con la pittrice Henriette Delores ed ha avuto un figlio.